# 達米爾瑟米塔格斯峰

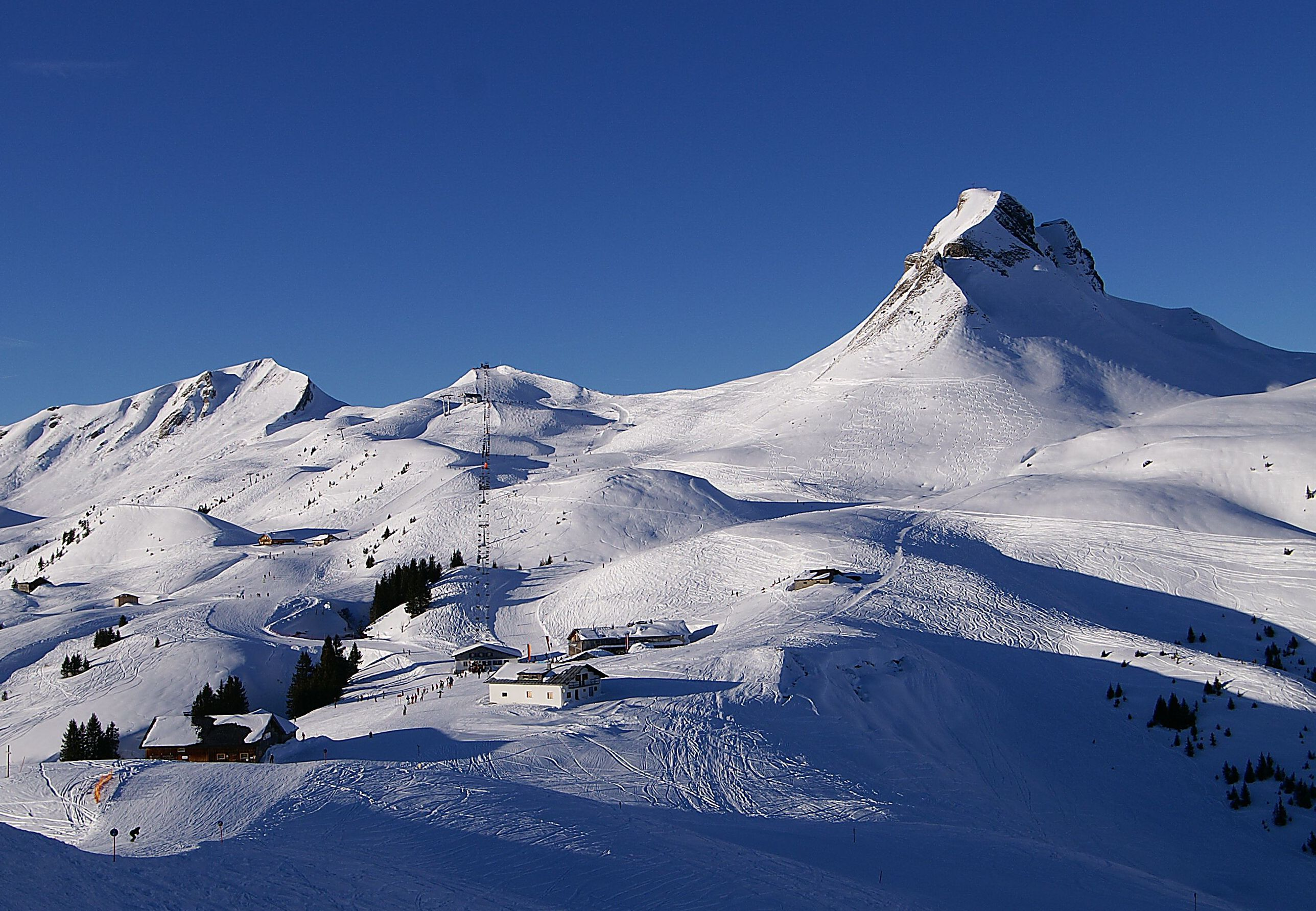

47°18′37″N 9°53′2″E / 47.31028°N 9.88389°E
達米爾瑟米塔格斯峰（德語：Damülser Mittagsspitze），是奧地利的山峰，位於該國西部，由福拉爾貝格州負責管轄，屬於布雷根茨森林山脈的一部分，海拔高度2,095米，每年平均降雨量1,852毫米。